# Dasycera oliviella

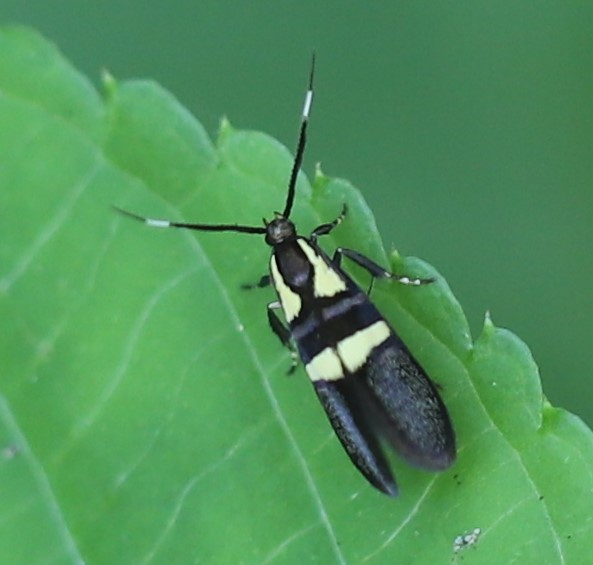
Dasycera oliviella, Anfang Juli

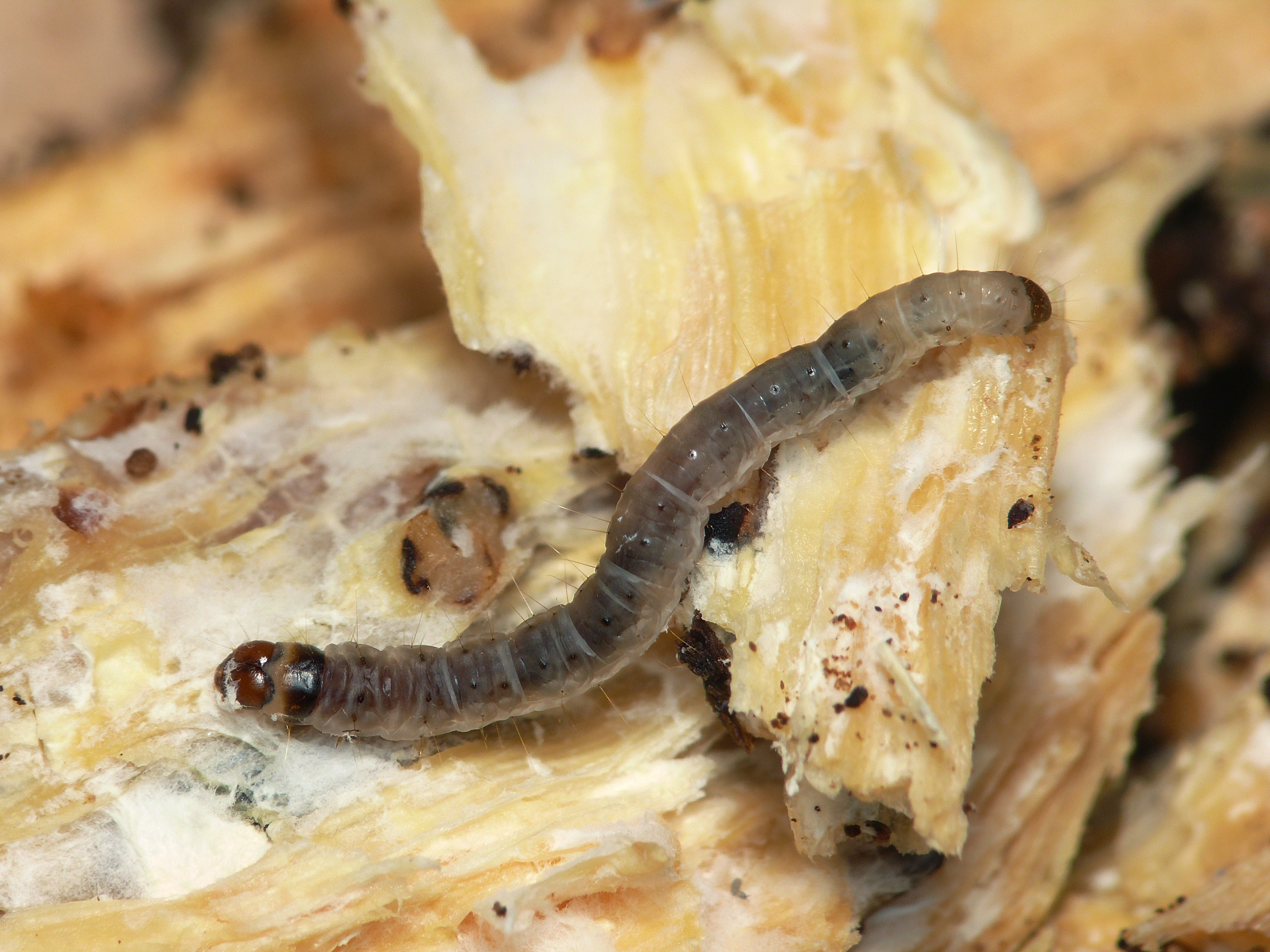
Raupe

Dasycera oliviella, syn. Esperia oliviella, ist ein Schmetterling aus der Familie der Faulholzmotten (Oecophoridae). Die Art wurde von Johann Christian Fabricius im Jahr 1794 als Tinea oliviella erstbeschrieben.

## Merkmale
Die Flügelspannweite der Falter beträgt 14–17 mm. Die dunkelbraunen Vorderflügel weisen einen gelben Basalfleck, eine schmale metallisch blaue Subbasalbinde und eine breite gelbe Medianquerbinde auf. Distal der Medianquerbinde sind die Schuppen weiß gesprenkelt. Die dunkelbraunen Hinterflügel sind nur ganz geringfügig weiß gesprenkelt. Entlang der Pronotum-Seiten befindet sich ein gelber Längsstreifen. Die Labialpalpen sind weitgehend gelb gefärbt. Die schwarzen Fühler weisen nahe der Spitze eine weiße Binde auf. Die basalen Enden der Tarsenglieder sind weiß.

## Ähnliche Arten
Eine ähnliche Schmetterlingsart ist die häufigere Esperia sulphurella. Diese unterscheidet sich jedoch in der Flügelmusterung.

## Vorkommen
Dasycera oliviella ist in der westlichen Paläarktis heimisch. Sie ist in Mittel-, Süd- und Osteuropa verbreitet. Auf den Britischen Inseln ist die Art auf Waldgebiete im Süden und im Südosten Englands beschränkt. Die Art fehlt in Skandinavien. Im Süden reicht das Vorkommen bis in den Mittelmeerraum (darunter Sizilien) und in den Nahen Osten. In Deutschland gilt die Art als sehr selten.

## Lebensweise
Die Raupen leben unter der Rinde von Bäumen, insbesondere Eichen (Quercus), Schlehdorn (Prunus spinosa) und Gemeine Hasel (Corylus avellana). Sie ernähren sich von moderndem Holz. Die Raupen überwintern und verpuppen sich im Frühjahr. Die tagaktiven Schmetterlinge beobachtet man in den Monaten Juni und Juli.